# Mini DisplayPort

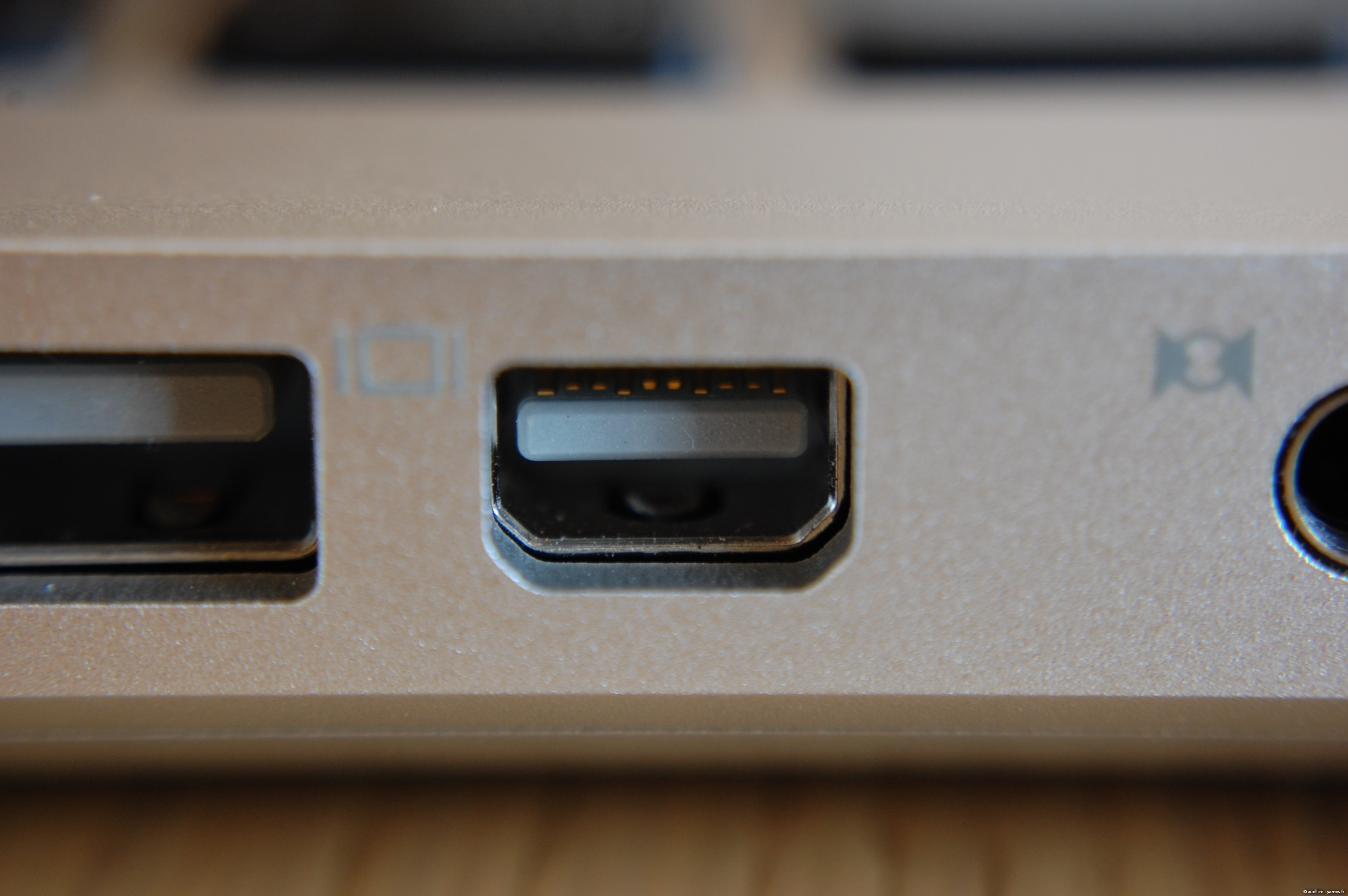
Mini DisplayPort na Macbooku Pro.

Mini DisplayPort (zkráceně MiniDP nebo mDP) je zmenšená verze digitálně audio-vizuálního rozhraní DisplayPort .
Společnost Apple oznámila jeho vývoj ve čtvrtém čtvrtletí roku 2008. Poprvé jej implementoval v modelech z konce roku 2008 a na začátku roku 2013 již jím disponovaly všechny nové počítače Macintosh a také Apple LED Cinema Display. V roce 2016 začal Apple od tohoto konektoru odstupovat ve prospěch nového USB-C konektoru. Mini DisplayPort se také používá v některých PC a noteboocích od různých výrobců, jako jsou Lenovo, Toshiba, HP, Dell a další.
Na rozdíl od svých předchůdců Mini-DVI a Micro-DVI, je Mini DisplayPort schopen práce s rozlišením až 2560 × 1600 pixelů (WQXGA) při použití standardu DisplayPort 1.1 a rozlišením až 4096 × 2160 (4K) při použití standardu DisplayPort 1.2. Za použití adaptéru lze s Mini DisplayPortem také propojit Zobrazovací Zařízení s VGA, DVI nebo HDMI rozhraním.
Apple poskytuje licenci na Mini DisplayPort zdarma, ale vyhrazuje si právo licenci odebrat v případě, že by "někdo podal žalobu proti porušení patentu proti Applu."

## Kompatibilita
Apple Mini DisplayPortem nahradil DVI port na Macbooku, Macbooku Air, Macbooku Pro, iMacu, Macu Mini a Macu Pro. S adopcí tohoto konektoru se objevily jisté problémy s kompatibilitou:
- HDCP rozšíření Mini DisplayPortu deaktivuje přehrávání některého obsahu s DRM na zobrazovacích zařízeních, které jej nepodporují

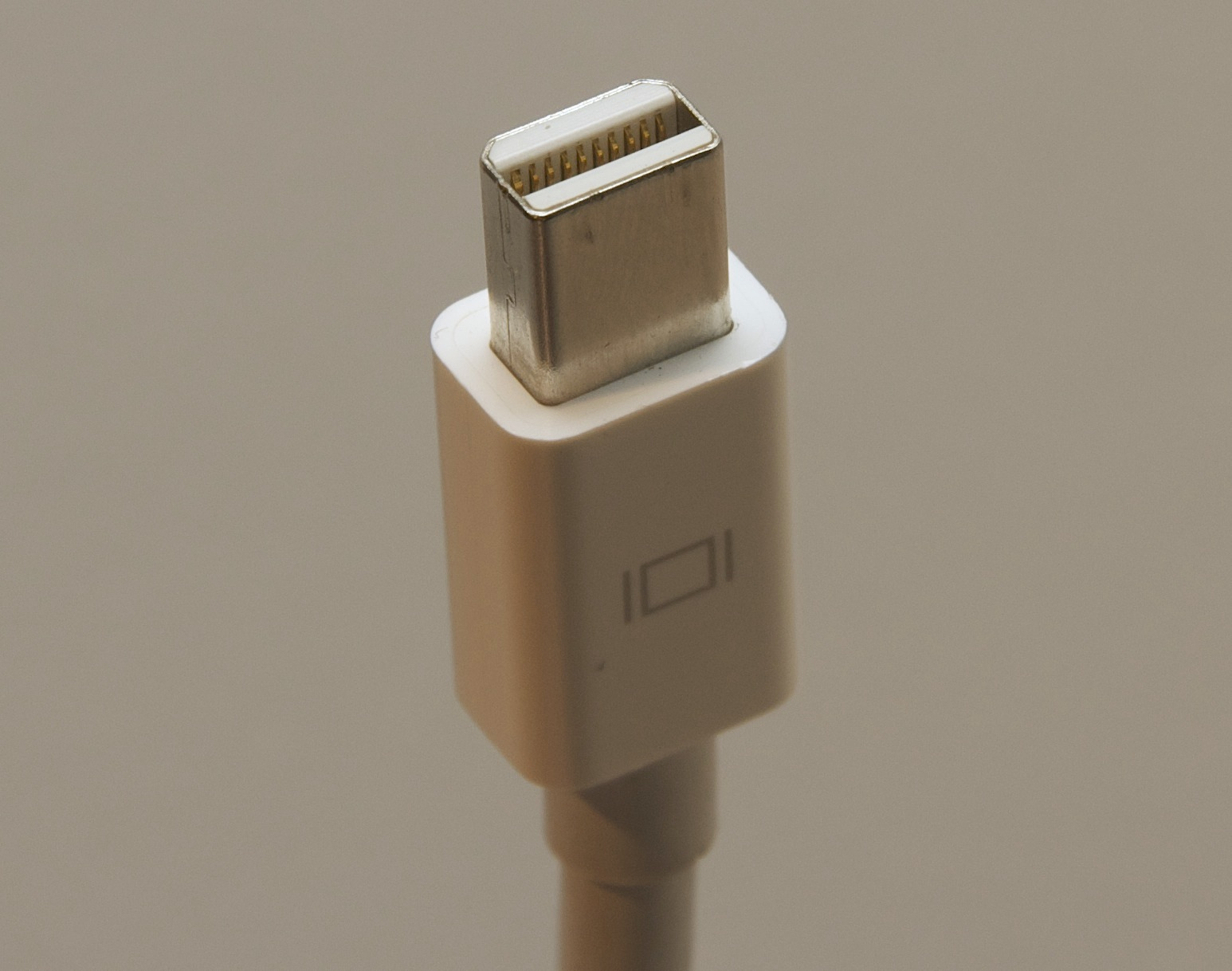
Mini DisplayPort konektor.

- Mini DisplayPort konektor.Adaptéry z Mini DisplayPortu na Dual-link DVI a VGA od Apple jsou rozměrné a drahé, v porovnání s předchozími adaptéry. Navíc se u nich vyskytují problémy, kdy se zobrazovací zařízení připojené pomocí těchto adaptérů "neprobouzí" ze spánkového režimu a mají problémy s rozlišením.
- Ačkoliv specifikace DisplayPortu podporuje digitální přenos zvuku, starší řada počítačů Macintosh z roku 2009 neumí poskytovat zvuk pomocí Mini DisplayPortu, pouze pomocí USB, Firewire, nebo 3.5mm jacku. To může působit problémy uživatelům, kteří se snaží připojit Macbook k televizi adaptérem z Mini DisplayPortu na HDMI. Pro vyřešení tohoto problému se prodávají adaptéry, které se k macbooku připojí pomocí USB, Mini DisplayPortu a 3.5mm jacku a slučují audio a video do jednoho HDMI konektoru, aby bylo možné počítač připojit k televizi s plnou audio a video funkčností.

## Historie

### Rok 2010
Dne 7. ledna 2010 Toshiba představila notebooky s označením Satellite Pro S500, Tecra M11, A11 a S11, které již měly Mini DisplayPort.
Dne 13. dubna 2010 Apple přidal podporu pro audio výstup za použití Mini DisplayPort na jejich produktové řadě MacBook Pro. Tato přidaná funkce uživatelům umožňuje snadno připojit na svůj MacBook Pro, k jejich HDTV pomocí adaptéru, kterým se upravuje Mini DisplayPort na HDMI s plnými audio a video funkcemi.
Dne 5. května 2010, společnost HP oznámila, že jejich produktové řady notebooků Envy 14 a Envy 17 budou mít i Mini DisplayPort.
Dne 20. října 2010, společnost Dell oznámila, že jejich produktová řada notebooků XPS 14, 15, a 17 také má i Mini DisplayPort.

### Rok 2011
Dne 24. února 2011, Apple a Intel oznámil nový konektor s názvem Thunderbolt, jako následníka Mini DisplayPortu. Thunderbolt přidává podporu pro PCI Express datovým připojením zároveň při zachování zpětné kompatibility s periferiemi Mini DisplayPortů.
Dne 17. května 2011, společnost Lenovo oznámila, že notebooky ThinkPad X1 obsahují Mini DisplayPort.

### Rok 2012
Dne 15. května 2012, společnost Lenovo oznámila, že notebooky ThinkPad X1 Carbon, X230, L430, L530, T430s, T430, T530, W530 také obsahují Mini DisplayPort.
Dne 18. června 2012, Microsoft oznámila dvě nové zařízení s Mini DisplayPortem.

### Rok 2013
Dne 5. června 2013, Asus oznámil novou N sérii laptopů N550 a N750 s oběma HDMI a Mini DisplayPort.